# Freeport (Minnesota)
Freeport es una ciudad ubicada en el condado de Stearns en el estado estadounidense de Minnesota. En el Censo de 2010 tenía una población de 632 habitantes y una densidad poblacional de 211,64 personas por km².

## Geografía
Freeport se encuentra ubicada en las coordenadas 45°39′47″N 94°41′22″O / 45.66306, -94.68944. Según la Oficina del Censo de los Estados Unidos, Freeport tiene una superficie total de 2.99 km², de la cual 2.98 km² corresponden a tierra firme y (0.26%) 0.01 km² es agua.

## Demografía
Según el censo de 2010, había 632 personas residiendo en Freeport. La densidad de población era de 211,64 hab./km². De los 632 habitantes, Freeport estaba compuesto por el 96.99% blancos, el 0% eran afroamericanos, el 0.32% eran amerindios, el 0.16% eran asiáticos, el 0% eran isleños del Pacífico, el 2.53% eran de otras razas y el 0% pertenecían a dos o más razas. Del total de la población el 4.59% eran hispanos o latinos de cualquier raza.